# آرچی مکلارن
آرچی مکلارن (انگلیسی: Archie MacLaren؛ ۱ دسامبر ۱۸۷۱ – ۱۷ نوامبر ۱۹۴۴) یک بازیکن کریکت بود.